# Eleição Municipal Suplementar de Ribeirão Pires em 2022
A eleição municipal suplementar de Ribeirão Pires, referente às eleições de 2020, canceladas pelo TSE (Resolução n.º 607, de 21 de outubro de 2022), ocorreu em turno único, no dia 11 de dezembro 2022, de forma extemporânea. Naquele ano, a cidade contava com 123.393 habitantes, dentre os quais 90.990 foram inscritos e habilitados pela Justiça Eleitoral como eleitores.
De acordo com o comunicado oficial do TSE, publicado no dia 24 de outubro de 2022, o motivo da eleição suplementar se deu pelo fato de "Clovis Volpi, prefeito de Ribeirão Pires de 2009 a 2012, ter suas contas relativas ao exercício de 2012 rejeitadas de modo definitivo por efeito de acórdão do Tribunal de Justiça do Estado de São Paulo, publicado em novembro de 2020 - ou seja, após a eleição municipal daquele ano, da qual sagrou-se vencedor. Em julho de 2022, o TRE-SP cassou os diplomas do prefeito e vice-prefeito do município, com base no disposto no art. 1º, I, g, da Lei Complementar 64/90. O dispositivo diz serem inelegíveis para qualquer cargo aqueles que tiverem suas contas relativas ao exercício de cargos ou funções públicas rejeitadas por irregularidade insanável, em decisão irrecorrível do órgão competente. Após recurso junto ao Tribunal Superior Eleitoral (TSE) ter sido negado, a chapa de Clovis Volpi teve sua cassação confirmada com base na Lei da Ficha Limpa."

## Candidatos
| N.º | Candidato                | Partido   | Vice                              | Partido   | Coligação           |
| --- | ------------------------ | --------- | --------------------------------- | --------- | ------------------- |
| 15  | José Carlos Agnello      | MDB       | Glauber Carlos                    | MDB       | partido isolado     |
| 22  | Guto Volpi               | PL        | Rubens Fernandes da Silva (Rubão) | PL        | partido isolado     |
| 23  | Gabriel Roncon           | Cidadania | Eliete Vieira                     | Cidadania | partido isolado     |
| 35  | Carlos Sacomani "Banana" | PMB       | Marcos Souza "Kaverna"            | PMB       | partido isolado     |
| 40  | Amigão D'Orto            | PSB       | Renato Foresto                    | PT        | Juntos por Ribeirão |

## Resultado
| Candidato                      | Vice                           | Votação | Percentual | Resultado          |
| ------------------------------ | ------------------------------ | ------- | ---------- | ------------------ |
| Guto Volpi (PL)                | Rubão Fernandes (Republicanos) | 20.529  | 38,54%     | Eleito             |
| Gabriel Roncon (Cidadania)     | Eliete Vieira (Cidadania)      | 16.880  | 31,69%     | Anulado sub júdice |
| Amigão D'Orto (PSB)            | Renato Foresto (PT)            | 14.239  | 26,73%     | Não eleito         |
| Carlos Sacomani "Banana" (PMB) | Marcos Roberto de Souza (PMB)  | 1.035   | 1,94%      | Não eleito         |
| José Carlos Agnello (MDB)      | Glauber Carlos (MDB)           | 590     | 1,11%      | Não eleito         |
| Total de eleitores aptos       | Total de eleitores aptos       | 90.990  | 100,00%    | –                  |
| Votos totais                   | Votos totais                   | 58.954  | 100,00%    | –                  |
| Brancos                        | Brancos                        | 1.962   | 3,33%      | –                  |
| Nulos                          | Nulos                          | 3.179   | 6,31%      | –                  |
| Abstenções                     | Abstenções                     | 31.772  | 35,02%     | –                  |
| Total dos votos válidos        | Total dos votos válidos        | 36.393  | 64,98%     | –                  |